# Stångs magasin

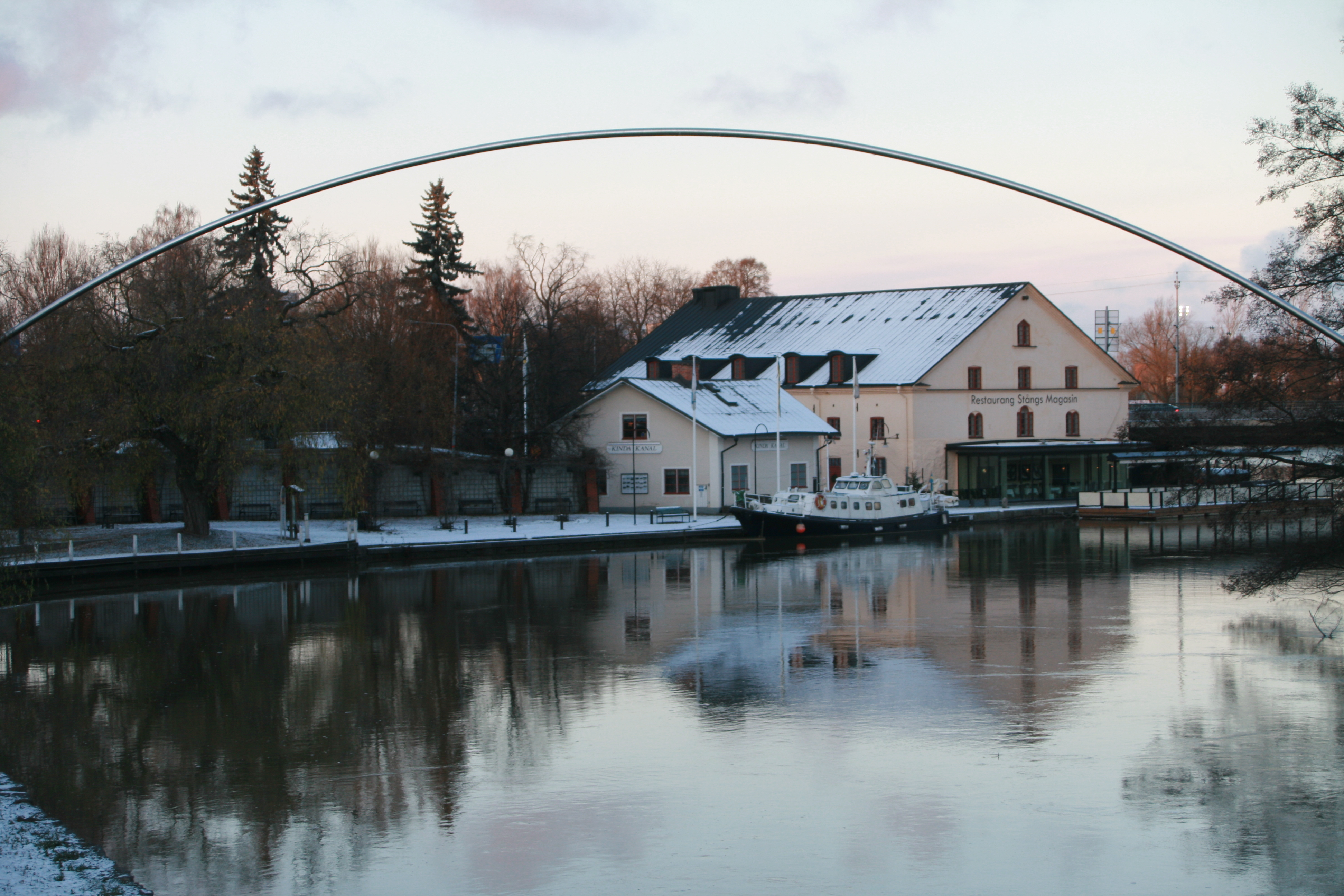
Stångs magasin vid Stångån

Stångs magasin är en byggnad i centrala Linköping, vid Stångåns strand. Ursprungligen en kvarn kom den senare att användas som magasin. Idag finns kontor och en restaurang i byggnaden.

## Historik
Uppströms om Stångs magasin låg fram till 1860-talet ett vattenfall som använts av kvarnar sedan medeltiden. Rätten att utnyttja fallet hörde till biskopen, men drogs in av Gustav Vasa. Senare kom fallrätten att höra till landshövdingarnas löneförmåner. Landshövdingen Fredrik Georg Strömfelt kom dock att få överta rätten privat, som kompensation för en skuld staten hade till honom. Strömfelt sålde 1801 rätten och den kom så småningom att ägas av Bergsingenjören Olof Åkerréhn som ägde en rad olika industrier, han var även inblandad i bygget av Kinda kanal. Det var Åkerréhn som 1803 uppförde den nuvarande kvarnbyggnaden, "uppfördt af gråsten under spåntak och inredt i 2ne Wåningar". Byggnaden var färdig 1805 och försedd med sex par kvarnhjul.
Åkerréhn lät även uppföra ett herrgårds-liknande bostadshus nordväst om kvarnen. Det fanns kvar till 1950-talet då hamngatan drogs fram över platsen. Den första mjölnaren hette Carl Otterström. Han var även byggmästare, en kombination som inte var helt ovanlig eftersom båda yrkena var säsongsbetonade. Eventuellt kan han därför ha varit inblandad i bygget av kvarnen. Kvarnen hade sedan ett antal olika ägare. Ingenjören Karl Arvedsson köpte den 1855 och 1862 anställde han den som kom att bli den siste mjölnaren, Gustav Olsson.
Inför utvidgandet av hamnen och anläggandet av Kinda kanal köpte Linköpings stad marken, byggnaderna och fallrätten. 1864 tog man bort fallet vid kvarnen och byggde slussen vid Nykvarn. Efter det hade staden ingen användning av kvarnbyggnaden, som inte längre gick att använda som sådan, utan sålde den för ett lågt pris till järnhandlaren Mauritz Hydén. 1874-1876 användes byggnaden igen av staden som tullhus och sjömanshus, innan det nya tullhuset stod klart. 1877 brann byggnaden och taket och de översta våningar skadades. 1891, efter Hydéns död, köpte staden tillbaka byggnaden och började hyra ut den som magasin för sjöfarten. 1997 rustades magasinet upp och en restaurang öppnades i bottenvåningen och kontor inreddes på de övre våningarna.